# رشید ادغیغ
رشید ادغیغ (انگلیسی: Rachid Adghigh؛ زادهٔ ۱ ژوئیهٔ ۱۹۶۱) بازیکن فوتبال اهل الجزایر بود.
از باشگاه‌هایی که در آن بازی کرده‌است می‌توان به باشگاه فوتبال القبائل اشاره کرد.
وی همچنین در تیم ملی فوتبال الجزایر بازی کرده‌است.